# White Wings Hanau
O White Wings Basketball GmbH, conhecido também por Hebeisen White Wings Hanau em virtude de patrocinadores, é um clube empresa de basquetebol masculino com sede em Hanau, Alemanha que atualmente disputa a ProA, correspondente a segunda divisão germânica. O clube manda seus jogos no Main-Kinzig-Halle com capacidade para 1.564 espectadores.

## Histórico de Temporadas
| Temporada | Nível | Liga           | Pos. | Resultado         |
| --------- | ----- | -------------- | ---- | ----------------- |
| 2013-14   | 3     | ProB           | 1    | Oitavas de Final  |
| 2014–15   | 3     | ProB           | 4    | Quartas de Finais |
| 2015–16   | 2     | ProA           | 11   |                   |
| 2016–17   | 2     | ProA           | 11   |                   |
| 2017-18   | 2     | ProA           | 7    |                   |
| 2018-19   | 2     | ProA           | 15   | Rebaixado         |
| 2019-20   | 3     | ProB           | 5º   |                   |
| 2020-21   | 3     | ProB           | 8º   | Quartas de finais |
| 2021-22   | 3     | ProB           | 8º   | Oitavas de finais |
| 2022-23   | 3     | ProB           | 2º   | Rebaixado         |
| 2023-24   | 4     | Regionalliga   | 15º  | Rebaixado         |
| 2024-25   | 5     | 2.Regionalliga | 12º  |                   |

## Ligações Externas
- White Wings Hanau no Facebook
- White Wings Hanau no X
- White Wings Hanau no Instagram